# Рзаев, Азер Гусейн оглы
Азе́р Гусе́йн оглы́ Рза́ев (азерб. Azər Hüseyn oğlu Rzayev; 15 июля 1930, Баку, Азербайджанская ССР, СССР — 14 декабря 2015) — советский и азербайджанский композитор и педагог. Народный артист Азербайджанской ССР (1990).

## Биография
С 1953 года преподавал в Азербайджанской консерватории, с 1977 — профессор. В 1972—1987 годы директор Азербайджанского театра оперы и балета. Писал музыку к театральным спектаклям и фильмам.

## Партии
- музыкальная комедия «Путешествие Гаджи Керима на Луну» /  (1962, Баку).
- концерты для скрипки (1953, 1956),
- Концерт для фортепиано (1964).
- поэма «Памяти отца» для камерного оркестра /  (1966).

## Награды
- 9 июня 1959 — Медаль «За трудовое отличие» — за выдающиеся заслуги в развитии азербайджанского искусства и литературы и в связи с декадой азербайджанского искусства и литературы в гор. Москве[2]
- 19 апреля 1972 — Заслуженный деятель искусств Азербайджанской ССР[3]
- 31 декабря 1990 — Народный артист Азербайджанской ССР
- 14 июля 2000 — Орден «Слава» — за заслуги в развитии азербайджанской музыкальной культуры[4]
- 2002 — Хумай
- 11 июня 2002 — Персональная стипендия Президента Азербайджанской Республики[5]
- 2004 — Золотая медаль «Театральный деятель»[азерб.] (Союз театральных деятелей Азербайджана)[6]
- 13 июля 2010 — Почётный диплом Президента Азербайджанской Республики — за заслуги в развитии азербайджанской культуры[7]